# Oddział Telefoniczny Oddziałów Strzeleckich
Oddział Telefoniczny Oddziałów Strzeleckich – pododdział łączności Oddziałów Strzeleckich będący zalążkiem formacji łączności Wojska Polskiego II Rzeczypospolitej.
Oddział Telefoniczny Oddziałów Strzeleckich został zmobilizowany 3 sierpnia 1914 w Krakowie na bazie Oddziału Telefonicznego Związku Strzeleckiego, zorganizowanego przez inż. Stanisława Żmigrodzkiego. W skład oddziału wchodził komendant i jego zastępca oraz dwa patrole piesze po czterech ludzi. Oddział wziął udział w ćwiczeniach polowych organizowanych przez Związek Strzelecki w 1913 i 1914 pod Wieliczką i pod Czernichowem, w Tyńcu, pod Skawiną (ćwiczenia nocne), w Zakopanem oraz dwudniowych ćwiczeniach Dawidowie i Basiówce pod Lwowem, a także jednomiesięcznej szkole strzeleckiej w Stróży. Ponieważ ćwiczenia odbywały się w różnych zespołach to „dość znaczny zastęp strzelców przeszedł przeszkolenie w służbie łączności”. Wśród tych strzelców byli: Stanisław Kaszubski ps. „Król” i Leopold Kula ps. „Lis”, Edward Gibalski ps. „Franek”, Tadeusz Frank-Wiszniewski ps. „Słoń”, Józef Szajewski ps. „Feliks”, Stanisław Kłak ps. „Złotoń” i Edward Zacharski ps. „Porwa”. Wyszkolenie telegrafistów z powodu braku sprzętu ograniczało się do sygnalizacji chorągiewkami, nauki alfabetu Morse’a oraz obsługi telefonów. Oddział posiadał kilka aparatów telefonicznych austriackich czteroliniowych i kilka bębnów kabla telefonicznego.
8 sierpnia 1914 o godz. 3.00 zmobilizowany oddział wymaszerował z Krakowa za batalionem obywatela Mieczysława Trojanowskiego ps. „Ryszard”.
W skład oddziału wchodził jego komendant – inż. Stanisław Żmigrodzki ps. „Emil I” oraz dwa patrole:

I patrol
- telefonista[a] – Mieczysław Gruszecki ps. „Lolo”, uczeń gimnazjalny z Krakowa[12], †1916 Kostiuchnówka,
- aparacista[b] – plut. Gustaw Świątyński ps. „Mścisław”, pocztowiec z Niska[13], †1928 Radomyśl,
- rekwizycista[c] – Stefan Kowalik ps. „Turek”, elektromechanik, uczestnik rewolucji 1905, ur. 10 września (11 listopada) 1889 w Suchedniowie, odznaczony Orderem Virtuti Militari[14], KN (7 lipca 1931)[15], Krzyżem Walecznych i Odznaką Pamiątkową Więźniów Ideowych[14], urzędnik w Centralnym Instytucie Wychowania Fizycznego w Warszawie[16][14],
- telefonista – Zygmunt Łada ps. „Ataman”, profesor gimnazjalny,
- telefonista – Karol Spatzier ps. „Kleber”[17],
- telefonista – Klaudiusz Krzehlik ps. „Hlik”[18],

II patrol
- aparacista (zastępca komendanta oddziału) – sierż. Aleksander Winiarski ps. „Jar”,
- rekwizycista – Hipolit Zawadzki ps. „Czesław”, elektromechanik, uczestnik rewolucji 1905[19], KNzM (3 czerwca 1933)[20],
- telefonista – Karol Górnicki ps. „Ułan”, elektromechanik, były kawalerzysta armii rosyjskiej, uczestnik rewolucji 1905, członek V PDS w Czortkowie[21], porucznik kawalerii Wojska Polskiego, †26 maja 1928 w Rajczy[22], kawaler Virtuti Militari i KN (pośmiertnie 7 lipca 1931)[15] oraz Krzyża Walecznych (dwukrotnie),
- telefonista – Stanisław Pieniążek ps. „Pol”[23],
- telefonista – Władysław Grzybek ps. „Sfinx”, technik budowlany z Krakowa[24],

W Krzeszowicach do oddziału dołączyli: Józef Maziarski ps. „Oszczep”, pocztowiec z Wieliczki i Ludwik Grodzicki ps. „Ludek”, technik z Dyrekcji pocztowej w Krakowie. Tam też żołnierze otrzymali „ogromne, ciężkie karabiny Werndla i amunicję do kieszeni i plecaków”. W początkowym okresie istnienia oddział posiadał skrzynkę z latarniami sygnalizacyjnymi, parę chorągiewek czerwonych i białych, 3 km woskowanego kabla na 6 bębnach, torbę z narzędziami, dwa aparaty telefoniczne polowe w czarnej skórze, do noszenia na pasie na brzuchu. Cały sprzęt mieścił się w dwóch koszach i był przewożony na jucznym koniu. Jak wspominał Aleksander Winiarski, żołnierze oddziału posiadane aparaty telefoniczne nazywali zabytkami z wojny prusko-austriackiej 1866 – „słuchawki ogromne, a brzęczyk ledwo zipie”.
Po zajęciu Kielc oddział uruchomił stałą linię telefoniczną Kielce–Kraków.
Oddział stał się kadrą legionowych oddziałów telefonicznych, jakie powstały przy I i II Brygadzie Legionów Polskich, a następnie również przy III Brygadzie i wszystkich pułkach legionowych.
Tradycje Oddziału Telefonicznego Oddziałów Strzeleckich kontynuował 5 Batalion Telegraficzny w Krakowie. Na lewej stronie płatu sztandarowego batalionu, na dolnym ramieniu krzyża kawalerskiego wyszyto napis: „Kraków 8 VIII 1914”.